# Аница (албум из 1999)
Аница је осми студијски албум српске фолк певачице Анице Миленковић, издат 1999. године за Гранд продакшн. На овом албуму се налазе велики хитови Јави ми срећо где си и Узми ме за руке. На албуму су радили Горан Ратковић Рале, Жељко Јоксимовић, Пера Стокановић, а продуцент је био Саша Поповић. Ово је први албум певачице који има доста обрада, а не оригиналну музику, и представља прелаз из народњачке ере у турбофолк. На албуму се налази и дует Удаћу се оче ја са Предрагом Живковићем Тозовцем.

## Списак песама
| №  | Назив                | Текст                    | Музика                | Трајање |  |
| 1. | Узми ме за руке      | Драган Брајовић Браја    | Драган Брајовић Браја |         |  |
| 2. | Јави ми срећо где си | Драшко Савић             | Драшко Савић          |         |  |
| 3. | Хероји не постоје    | Драшко Савић             | Драшко Савић          |         |  |
| 4. | Варалица             | Драган Брајовић Браја    | обрада                |         |  |
| 5. | Само ти              | Драган Брајовић Браја    | обрада                |         |  |
| 6. | Теби дајем све       | Драшко Савић             | Драшко Савић          |         |  |
| 7. | Не могу без тебе     | Драган Брајовић Браја    | обрада                |         |  |
| 8. | Нисам ти суђена      | Драган Брајовић Браја    | обрада                |         |  |
| 9. | Удаћу се оче ја      | Драган Голубовић Млавски | Беки Бекић            |         |  |